# إمحوتب
إمحوتب (حوالي القرن 30 ق . م) هو باني هرم زوسر المدرج، وهو أول مهندس معماري في التاريخ، وكذلك أول طبيب، وأحد أشهر المهندسين في مصر القديمة، رفع إلى درجة معبود بعد وفاته، وأصبح إله الطب.
تتحدث النصوص المصرية عن إمحوتب كوزير عاش في حكم الفرعون القوي زوسر، من الأسرة الثالثة حوالي السنة 2600 ق.م، وقام ببناء هرم سقارة المدرج الشهير للفرعون زوسر في القرن 30 ق.م. اشتهر بحكمته ومعرفته الواسعتين، وكان فيزيائياً وواحداً من المستشارين السياسيين للفراعنة، وأصبح نصف إله، ثم في عهد البطالمة أصبح إله الطب أو الشفاء لدى المصريين. وكان الإغريق يدعون إمحوتب باسم أموتحيس، ووحَّدوا بينه وبين أسقلبيوس، إله الشفاء. ومع أنه ليس ثمة دليل معاصر على كون إمحوتب طبيباً، إلا أن مسؤولياته الدينية كانت ذات علاقة وثيقة بالسحر، وفي مصر القديمة كان السحر والطب وثيقي الصلة. وأقيمت له مزارات ومعابد في مختلف أرجاء مصر وبلاد النوبة. وكان يُعتقد أن حالات شفاء عجيبة كانت ممكنة بفضل تدخّله، ومن هنا كانت معابده تغصّ بالمرضى الذين ترك كثير منهم سجلات تفيض بالشكران وعرفان الجميل. وقد عُثر على تماثيل وأنصاب بأعداد كبيرة لإمحوتب كإله الشفاء، تثبت شهرته الذائعة، والاحترام الشديد الذي تمتع به في الأزمنة الغابرة، وقد تضاعفت شهرته على مرّ القرون، وباتت في زمن الإغريق مراكز لتعليم الطب.

## ظهوره
ظهر إمحتب قبل الميلاد في التاريخ الفرعوني القديم على أنه الرجل النابغة فهو أول مهندس معماري وأول طبيب معروف الاسم في التاريخ المدون بالإضافة للعديد من المجالات حتى إن البعض اعتبره صانع الأعاجيب. وقد عمل إمحوتب في القصر الملكي كمهندس للملك "زوسر" فصمم هرم زوسر المدرج في سقارة مصر في الأسرة الثالثة. كما كان لعمل إمحوتب بالقصر الملكي بالإضافة لكونه مهندسا معماريا حصوله على العديد من الوظائف والامتيازات التي يحلم بها العديد والتي تقتصر على الأسرة الحاكمة فقط.

## لقبه على قاعدة تمثال زوسر

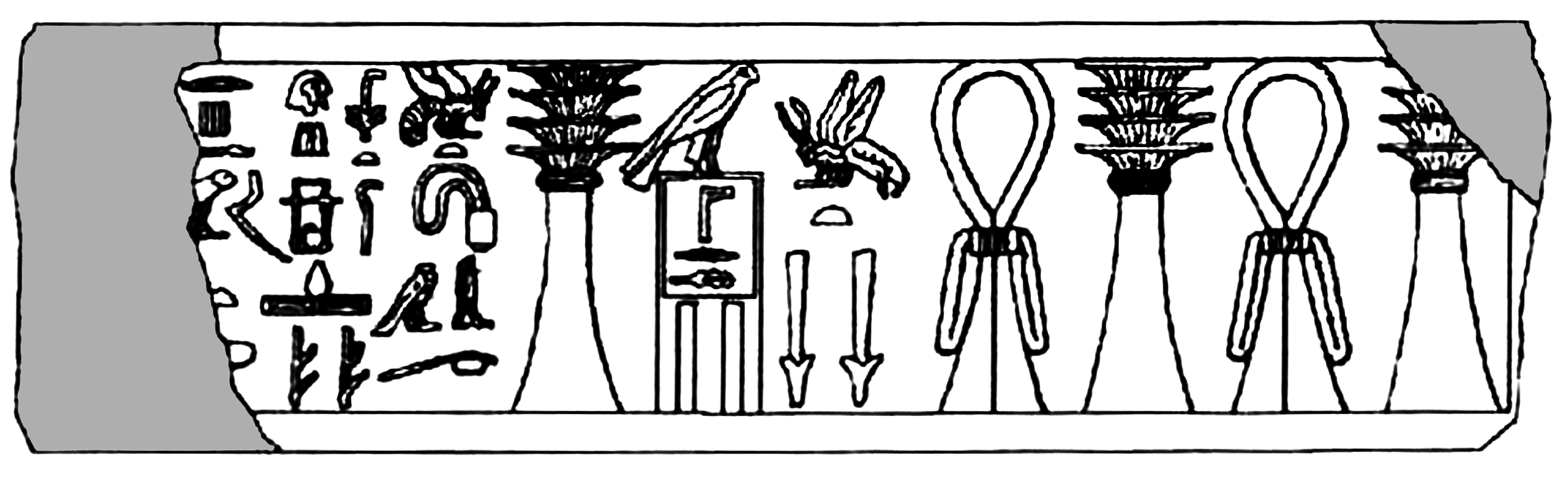
اسم ولقب أمحوتب على الجهة السرى للقاعدة JE 49889 ، وعلى اليمين العبارة " الأخان الإثنان لملك مصر السفلى "

.
قاعدة التمثال رقم JE 49889 الموجودة الآن في متحف إمحوتب في سقارة تحوي في ناحيتها اليسرى اسم أمحوتب وكذلك ستة ألقاب له ولقب سابع مختفي .
- ختمتي بتي : ومعناه "حافظ أختام ملك مصر السفلى " ، وهو لقب يدل على رئيس القصر تغير بعد ذلك خلال الأسرة الثالثة إلى لقب أمير من العائلة الملكية . ونظرا لوجود هذا اللقب على الختم وكذلك وجد على أحد صخور هرم "سيخمخت " فهذا يدل على أن أمحوتب كان يحمل لقب أمير ملكي . وهذا يؤكد أن أمحوتب كان ينتمي إلى العائلة الملكية في عصر الملك زوسر.

من ألقابه :

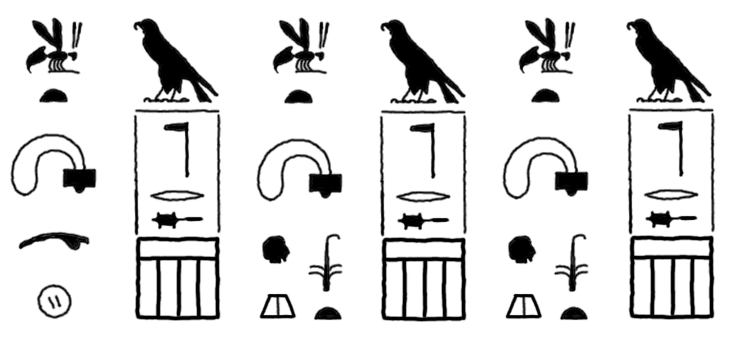
طبعة ختمه الذي عثر عليه في "الغرفة ب " في هرم زوسر ، وعليه ألقاب إمحوتب.

- اللقب "غري تب نسو " (ومعناها " الذي تحت رأس ملك مصر العليا ") وهو لقب عال ولكن وظيفته غير معروفة تماما. وكان هذا اللقب يستخدم سابقا كوظيفة عالية في محيط الملك، ويحتمل أن هذه الوظيقة تحولت خلال الأسرة الثالثة إلى لقب عال.
- "يري بات " : معناه "من أعضاء الأسرة الملكية" ، وطبقا لتفسير "ولفجانج هيلك" الألماني هو لقب "ولي العهد" .
- "حقا حوط عا ": ومعناه "ناظر القصر العالي" .

## تأثيره

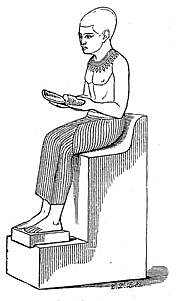

كان لظهور إمحوتب أثر كبير في تطور العمارة الفرعونية كثيرًا، فظهر بسبب براعته في فن العمارة: الهرم المدرج في هضبة سقارة، بدلاً من مباني العصور القديمة المكونة من الحجر والخشب. لم يكن إمحوتب بانيا للأهرامات والمعابد فحسب، وهذا ما أدركه الكهنة الذين أذهلتهم عبقرية إمحوتب في العديد من المجالات فكان يملك الكثير من المعرفة في الطب حيث ألف مخطوطات بردية للعلاج (انظر أسفله) وكان على علم في فن التحنيط وعلم التشريح بالإضافة لمعرفته الكبيرة في علم النجوم. قام إمحوتب باختراع الكثير من العقاقير الطبية كما أنه أسس مدرسة لتعليم الطب في مدينة ممفيس المصرية، والتي أصبحت بعد موته مقرًا لعبادته.

## في الطب
يعتبر إمحوتب مؤسس علم الطب وقام بتأليف مخطوطات عن ألأعراض وطرق العلاج، والعلاج بالعقارات .كانت طريقته لا تعتمد على السحر والشعوذة . وعثر له على مخطوطة تسمى Edwin Smith Papyrus تحتوي على مشاهداته في التشريح، وأعراض أمراض، وطرق للعلاج ومن ضمنها علاج الكسور.
ويعتقد أن تاريخ هذة المخطوطة يرجع إلى سنة 1700 قبل الميلاد وربما كانت منقولة من النص الأصلي لإمحوتب الذي سبق هذا النص المنقول بنحو 1000 عام . ويمكن رؤية مخطوطة "إدوين سميث" وهي موجودة في "متحف بروكلين تشيلدرين" في نيويورك . تصف المخطوطة 48 من حالات المرض وتتعلق ب :
.
- 27 إصابات في الرأس (حالات #1-27)

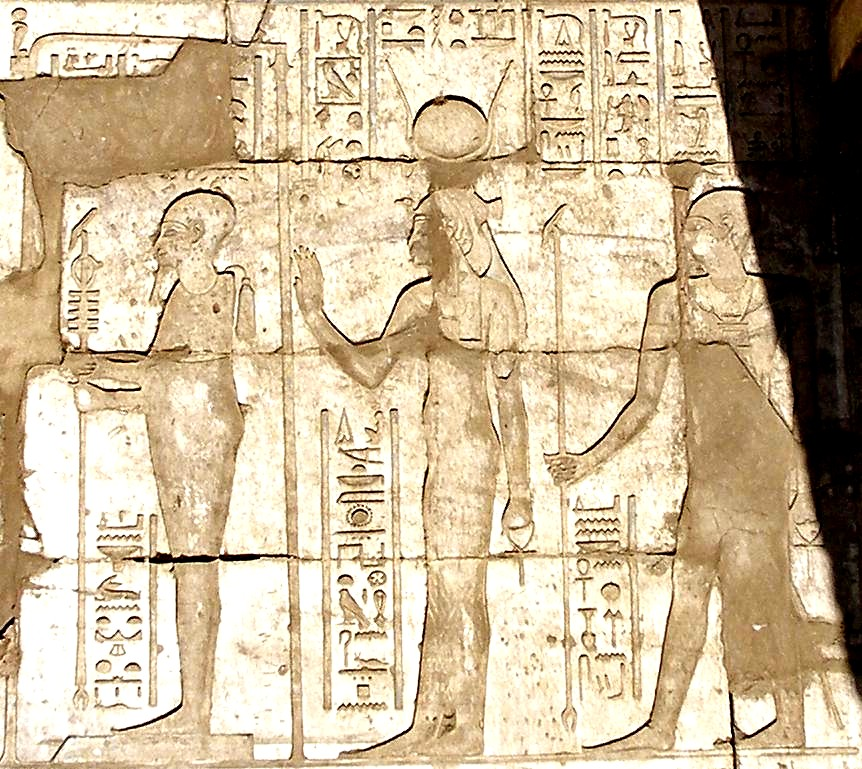
لوحة تبين بتاح وهاتور وخلفهما إمحوتب ماسكا الصولجان بيده اليمنى وعنخ رمز الحياة في يده اليسرى، وهي صفة عند قدماء المصريين تخص الآلهة فقط حيث الآلهة هي التي تمنح الحياة. أي أن إمحوتب كان مؤلّها في هذه اللوحة، وهي توجد في معبد بتاح بالكرنك (من عهد البطالسة)

- 6 إصابات في الرقبة والعنق (الحالات #28-33)
- 2 إصابات الترقوة (الحالتين #34-35)
- 3 إصابات في الذراع(الحالات #36-38)
- 8 إصابات الصدر والأضلاع(الحالات #39-44)
- 2 أورام الصدر (الحالتين #45-46)
- 1 إصابة الكتف (الحالة #47)
- 1 إصابة الجذع (الحالة #48) [4]

أوصاف أمحوتب طبقا للباحث الإنجليزي James Henry Breasted وزملائه :
" في الحكمة الرهبانية، وفي السحر، وفي صياغة الأمثلة الشعبية (عن الأخلاق والنصائح) ، وفي الطب والهندسة المعمارية، هذا العالم الفذ الذي عاصر زوسر وترك سمعة مدهشة بحيث لم يُنسى على مر العصور. وكان الأب الروحي للكتاب فيما بعد، وكان الكتاب يسكبون بعضا من ماء الحبر الذي يكتبون به تكريما له قبل بدء عملهم . "
" كان إمحوتب يستخرج العقارات من النباتات".
" كان إمحوتب يُمثل ككهنوتيا حليقا الرأس، وجالسا ممسكا بأوراق البردي . وأحيانا كان يُرسم مرتديا الملابس التقليدية للكهنة. "
" بعض صوره تبينه جالسا على كرسي وعلى حجره لفة من أوراق البردي أو تحت إبطه. ثم كانت تماثيله تصوره واقفا وله ذقن تشبه ذقن الآلهة وحاملا علامتي العنخ (الحياة) والصولجان (علامة الحكم)."
"كان إمحوتب ممثلا في وضع الجلوس وعلى حجره أوراق البردي، مرتديا طاقية (قلنسوة) على الرأس ومرتديا جلبابا طويلا من التيل . يمكننا تفسير لفة البردي بأنه مصدر المعرفة يحتفظ بها الكهنة والكتاب في بيت الحياة." والقلنسوة التي تميز رأس إمحوتب تبينه في صورة الإله بتاح (الإله الروحي للصنّاع وحاميهم)، ويمثل ما يرتديه من جلباب طويل من التيل طهارته ككاهن ."

## إرثه

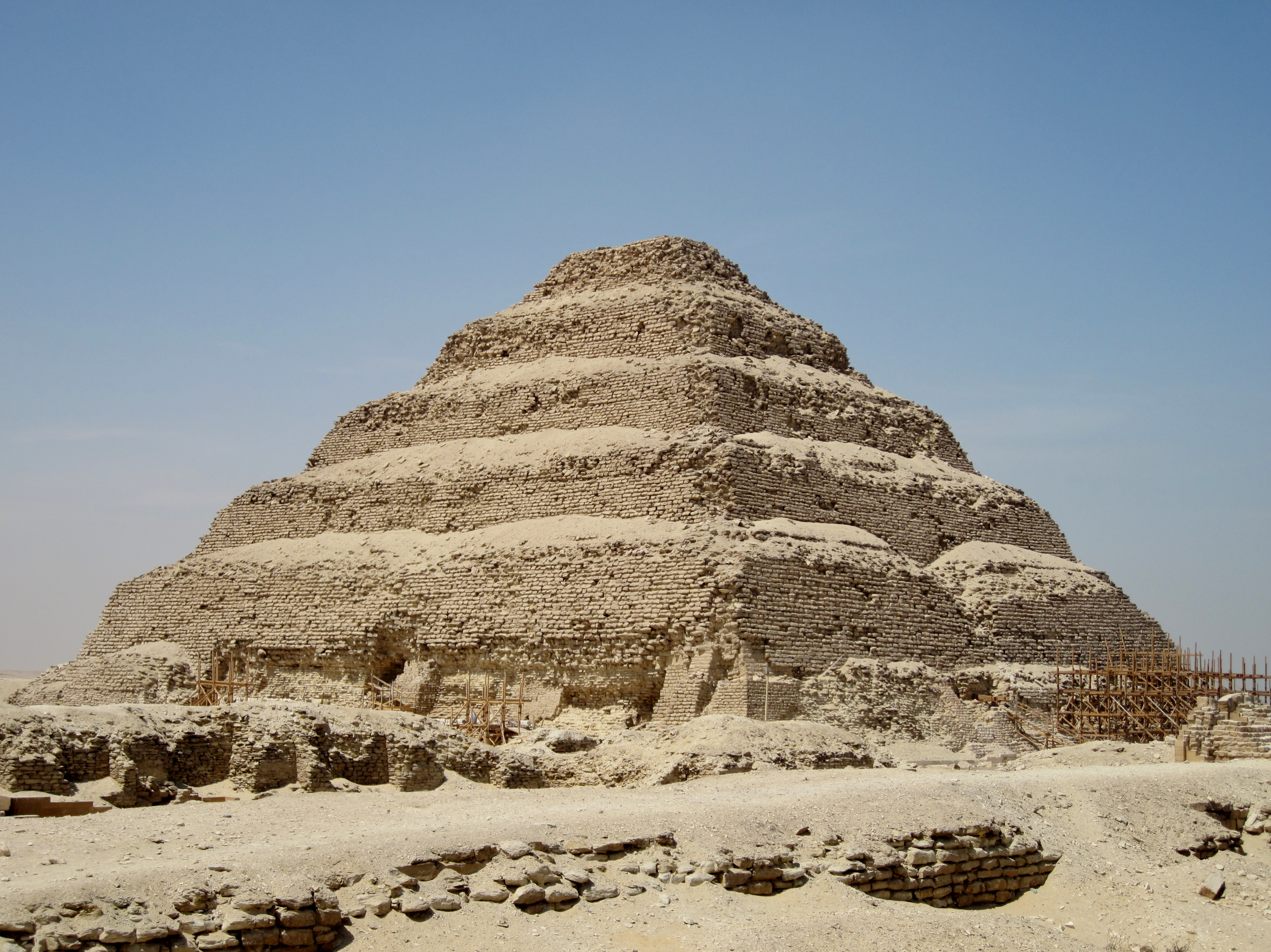
هرم سقارة بناه إمحوتب للملك جوسر.

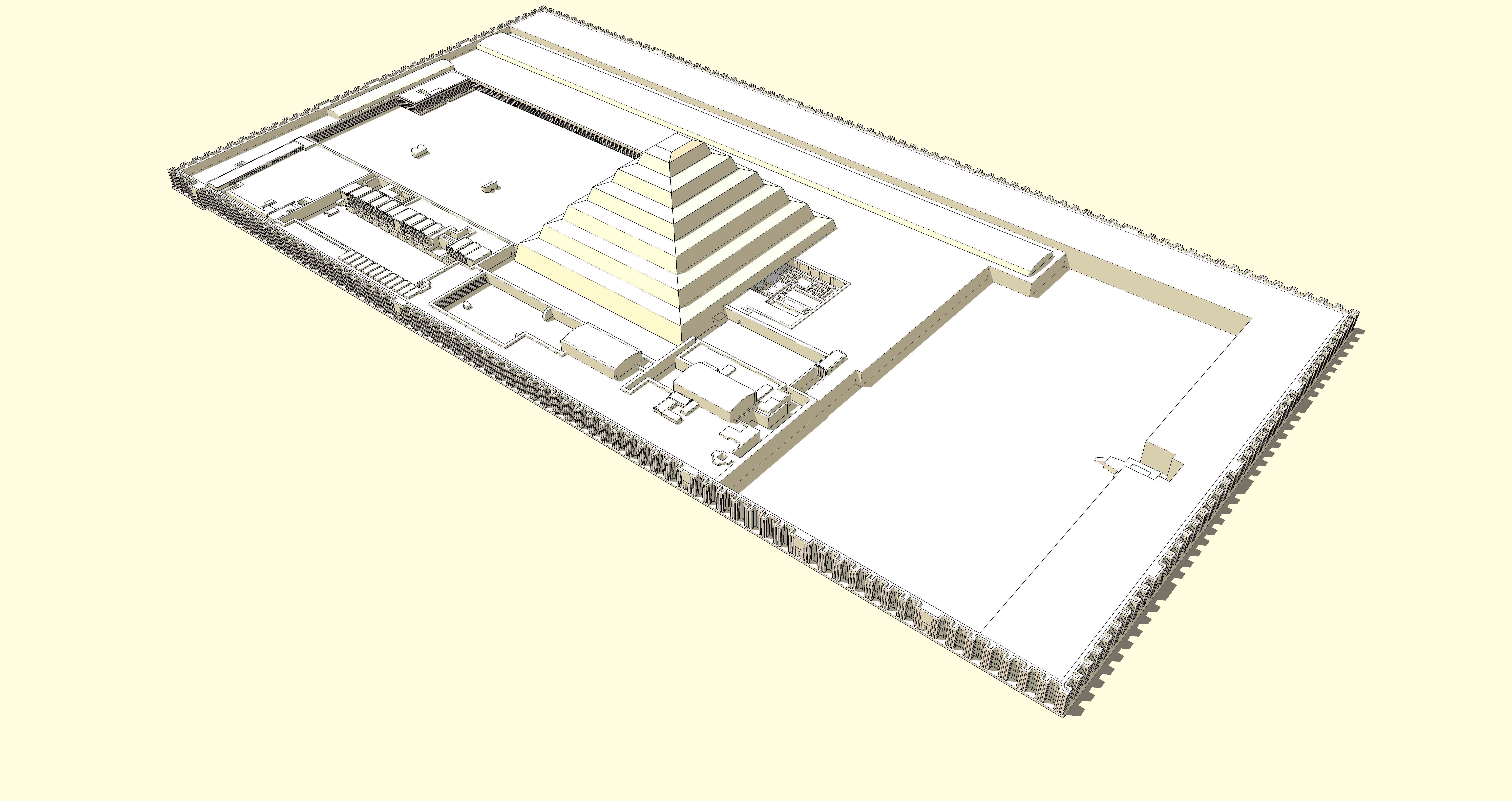
إعادة تشكيل مجمع هرم جوسر بسقارة.

أصبح إمحوتب فيما بعد إله للشفاء أو كإله للطب، وله معبد في سقارة باسم معبد امحوتب، وصار مصحة يزورها المرضى من جميع أنحاء الأرض، حيث انتشرت عنه أخبار كثيرة تعلن نجاحه في شفاء الكثير من الأمراض والعقاقير الناجحة التي اخترعها، وقد ظلت شهرته منتشرة حيث كرست له عدة أبنية في كثير من المعابد بمنطقة طيبة في معابد الكرنك والدير البحري ودير المدينة وجزيرة فيلة، كما بنى له بطليموس الخامس معبدا.

## ألقابه
حصل إمحوتب على الكثير من الألقاب من ضمنهما رئيس المهندسين، وسيد النحاتين ورئيس الوزراء، ولقب باسم ابن بتاح
وقد نال إمحوتب شهرة عظيمة وواسعة عند الإغريق أيضا، الذين سموه "أسقليبيوس" وعبدوه كإله في طيبة، وفي العصر الروماني عٌبد إمحوتب على أنه الإله الإغريقي "أسقليبيوس" بالإضافة إلى كونه إله الطب.
نجد إمحوتب مصورا برجل من دون رموز ملكية أو إلهية ولكن برأس حليق كرأس كاهن أو نجده في الكثير من التماثيل وهو جالس على ركبتيه ممسكا بأوراق البردي بينما يلبس على رأسه قلنسوة "بتاح" إله مدينة ممفيس.
قائمة ألقاب إمحوتب تبين أنه كان يحمل أعلى الألقاب على الرغم من أن بعض الألقاب لم يتوصل العلماء إلى حلها تماما .
| bit · t | S19 |

| bit · t | S19 |

| D1 · T28 | M23 · X1 |

| D1 · T28 | M23 · X1 |

| r · p · a |

| r · p · a |

| S38 | O8 |

| S38 | O8 |

| U1 | G36 |

| U1 | G36 |

| T7 · O48 |

| T7 · O48 |

| T7 | T20 | T20 |

| T7 | T20 | T20 |

## وفاته
تاريخ إمحوتب غامض من حيث ظهوره واختفائه، فعلى الرغم من الإبداع الفني الذي أحدثه في العمارة واكتشافاته الطبية العديدة، نجده يختفي بشكل غريب وغامض جدا من التاريخ الفرعوني بحيث لم يعد يذكر أي شيء عنه وكأنه لم يكن موجودا من قبل !! ومما يثير الاستغراب أكثر هو اختفاء قبره والكتب التي ألفها مما يجعل اختفائه بهذا الشكل الغامض لغزا بحد ذاته !
وقد عجز علماء الآثار عن إيجاد أو العثور على قبره أو حتى العثور على بعض مؤلفاته.
كما نجد أن معنى اسم (إمحوتب) يثير الغموض أيضا ويصبح لغزا يضاف لهذه الشخصية، فمعنى اسمه في اللغة الفرعونية (الذي جاء في سلام) !!!. فكأنه جاء وأحدث كل هذا التطور العمراني والطبي وذهب بسلام وهدوء تام.

## اقرأ أيضا
- هرم سقارة
- زوسر
- بتاح
- حم إيونو
- إيونو
- متحف رومر-بيليزيوس
- الطب في مصر القديمة